# T-20 Komsomolets
Xe bọc thép kéo pháo T-20 Komsomolets (tiếng Nga: Bronirovannyy gusenichnyy tyagach Komsomolets T-20) là một xe bọc thép kéo pháo và chở quân được quân đội Xô viết sử dụng trong Chiến tranh Mùa Đông với Phần Lan và Thế Chiến II.

## Mô tả
T-20 Komsomolets được thiết kế vào năm 1936 ở Ordzhonikidze Moscow Plant No.37. Việc chế tạo diễn ra trong thời gian 1937-1941 ở nhà máy số 37 này, cũng như ở STZ và GAZ.
Chiếc xe được thiết kế để có thể kéo các pháo như pháo chống tăng 45 mm, hay các súng cối hạng nặng 120 mm. Ngoài ra nó còn có thể kéo thêm một rơ-moóc nhỏ chứa đạn dược (nối vào giữa xe và pháo). Đôi khi xe cũng được dùng để kéo 2 rơ-moóc đạn dược.
Thùng xe được thiết kế ghế ngồi, có thể chở 6 người lính.
Khoang lái phía trước xe dành cho lái xe và chỉ huy. Khoang này được bọc thép và có một súng DT machinegun.
Khoảng 4.400 chiếc T-20 Komsomolets đã được chế tạo trong khoảng giữa năm 1937 và năm 1941.

## Các biến thể

### ZiS 30
Một biến thể được thiết kế và sản xuất vào năm 1941 là pháo tự hành chống tăng ZiS-30, lắp thêm pháo chống tăng ZiS-2 57mm lên bên trên thùng xe (ghỡ bỏ ghế chở quân). Khoảng 100 chiếc đã được sản xuất.

### PaK-36 3,7cm

T-20 gắn  pháo 3,7 cm Pak 36.

Quân đội Đức cũng bắt được một số chiếc T-20 Komsomolets trên mặt trân phía Đông. Họ đã lắp một súng chống tăng 3,7 cm Pak 36 vào bên trên đầu xe. Khi đó, cửa ra vào của buồng lái được đưa sang bên cạnh.

## Một số hình ảnh

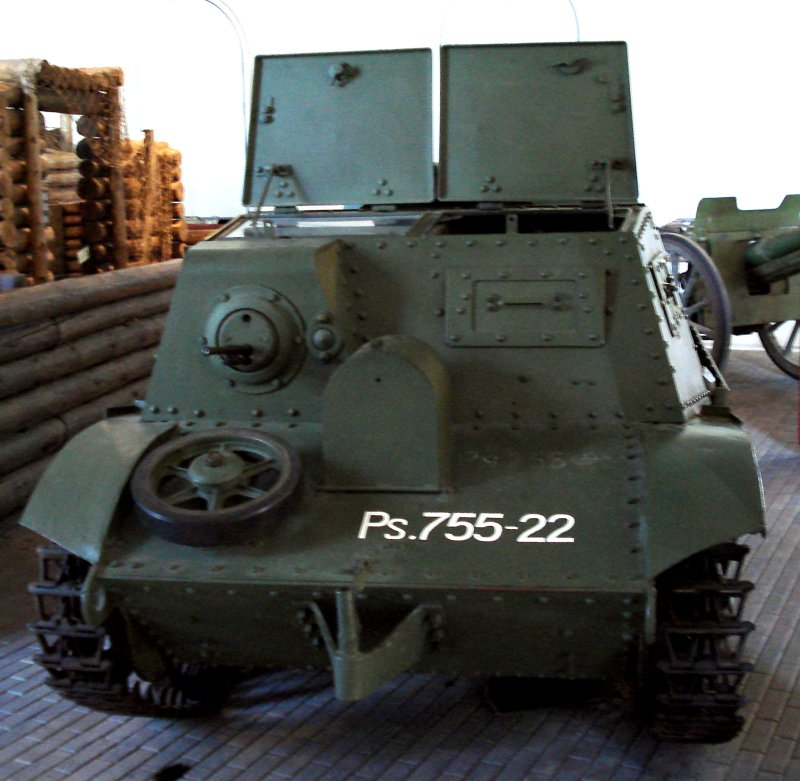
Mặt trước T-20 Komsomolets với một súng máy DT machinegun.
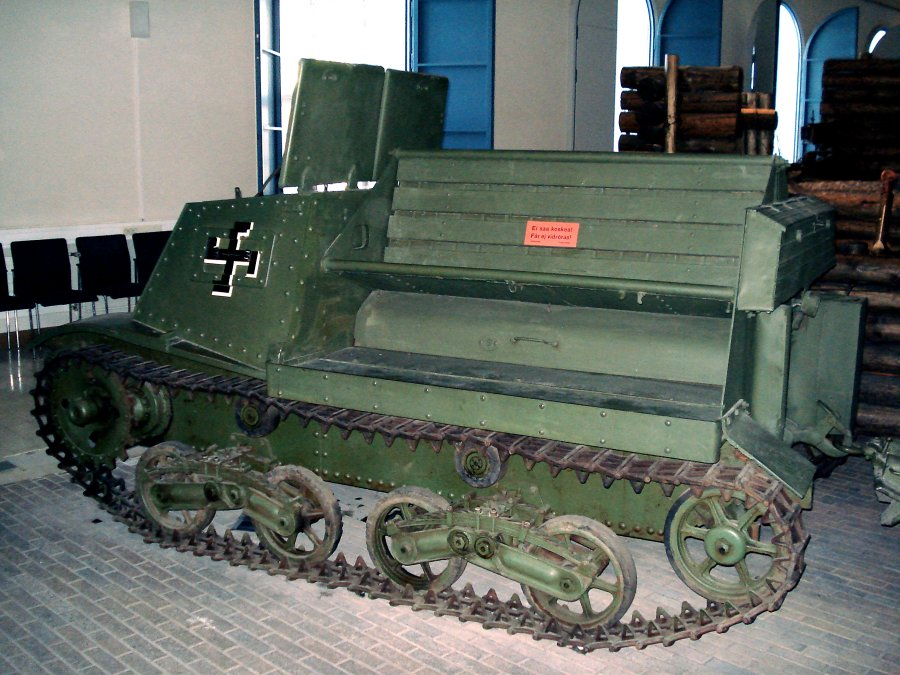
Mặt bên T-20 Komsomolets với một dấu hiệu của quân đội Phần Lan.